# 第一代羅德尼男爵喬治·布里奇斯·羅德尼
海軍上將喬治·布里奇斯·羅德尼，第一代羅德尼男爵，KB（Admiral George Brydges Rodney, 1st Baron Rodney，1719年2月13日—1792年5月24日），英國皇家海軍軍官。

## 生平

### 早年生涯
喬治·羅德尼在1719年2月13日生於英格蘭薩里郡泰晤士河畔沃爾頓（Walton-on-Thames），是亨利·羅德尼的次子。亨利·羅德尼早年加入英國陸軍，曾在西班牙服役，擔任過彼得伯勒伯爵的部下，亨利·羅德尼後來轉投一個海軍兵團，出任上校，惟該兵團在1713年解散。
喬治·羅德尼早年入讀哈羅公學，在學期間於1732年6月21日志願入伍，到「巽得蘭號」任志願軍。在地中海服役期間，他又在「海豚號」上當值，並於1739年2月15日取得上尉軍階。在1742年，羅德尼進一步擢升為初級艦長，並於同年11月9日派到「普里茅斯號」服役。在本土水域內服役過一段日子後，羅德尼轉派指揮「鷹號」，期間曾參與愛德華·霍克領軍的海戰，在1747年10月14日於韋桑擊倒法國海軍。羅德尼在那次戰事中表現出色，獲授軍勳，自此開展其彪炳戰績。

### 七年戰爭
在1749年5月9日，羅德尼獲委任為紐芬蘭總督兼總司令，同時還獲授海軍準將軍階。羅德尼作為一位海軍軍官，之所以獲委任總督，主要是因為這可保障當地的漁業利益。在1751年，他當選為索爾塔什（Saltash）的下議院議員，後又於1753年迎娶了第一任妻子簡·康普頓（1730年—1757年），而簡·康普頓是第七代安普敦伯爵的妹妹。在七年戰爭期間，羅德尼屢獲委以重任，先在1757年指揮戰艦「都柏林號」，參與攻擊羅什福爾的長征，至翌年又以同一艘戰艦，聽命於愛德華·博斯科恩，成功佔領路易斯堡（即今布雷頓角島）。
在1759年5月19日，羅德尼晉為海軍少將，未幾獲指派統率一隊小型分遣艦隊，前往法國海邊城鎮勒阿弗爾，阻止在當地集結的法軍軍艦向英格蘭進發。羅德尼的艦隊連續兩日向勒阿弗爾進行轟擊，成功使敵軍損失嚴重。在1760年，他又率領另一支小型分遣艦隊，成功擄獲不少敵軍軍艦，而且還成功封鎖迪耶普（Dieppe）一帶的口岸。羅德尼在1761年當選彭林（Penryn）的下院議員，同年10月出任背風群島總司令，其後在1762年以不出三月的時間，就攻陷馬提尼克，而聖露西亞和格林納達亦先後乞降。此外，在攻擊皇家堡（今法蘭西堡）的戰事中，羅德尼的軍隊更曾在岸上有出色的表現。在1763年，英、法間的戰爭結束，羅德尼於是返回國家，由於他戰績超卓，所以大受國人歡迎，在回國前獲授下級海軍元帥銜，至於返國後更獲上、下兩院致謝。
羅德尼在1764年獲冊立成從男爵，頭銜為罕布郡奧爾斯福德的羅德尼從男爵（Rodney Baronets of Alresford, Hants）。同年，他與第二任妻子，來自里斯本的亨麗埃塔·克萊斯（Henrietta Clies）結婚。自1765年至1770年，羅德尼出任格林威治醫院總裁之職，後在1768年國會遭解散重選時，在安普頓郡一個選區當選下院議員。在1771年，由於獲派到牙買加任總司領，羅德尼失去了在格林威治醫院的差事，但在數月後獲得了大不列顛海軍少將榮銜。一直到1774年以前，他都待在牙買加過著平靜的生活，而改善當地海軍船塢就成為他專注的工作。羅德尼爵士曾希望出任牙買加總督的職位，但隨著此願望的落空，促使他意興闌珊而辭去總司令之職，不久更轉到巴黎定居。可是，由於他失去了社交界的注意，在競選下院議席時又付出了龐大開支，這使他的前途變得暗淡；而即使他是大不列顛海軍少將，但是得到的薪俸仍然不足以填補開支。
在1778年2月，羅德尼獲授中級海軍元帥銜，他遂借此機會設法尋找差事，以圖解決自己的財政困難。可是羅德尼最後還是沒有成功。到5月，他得到一位熱心的巴黎友人接濟，替他還清逾期債項，於是才與子女一同返回倫敦。有傳聞曾指羅德尼其實是受僱於法國海軍，但此說純屬編造之言。

### 美國獨立戰爭

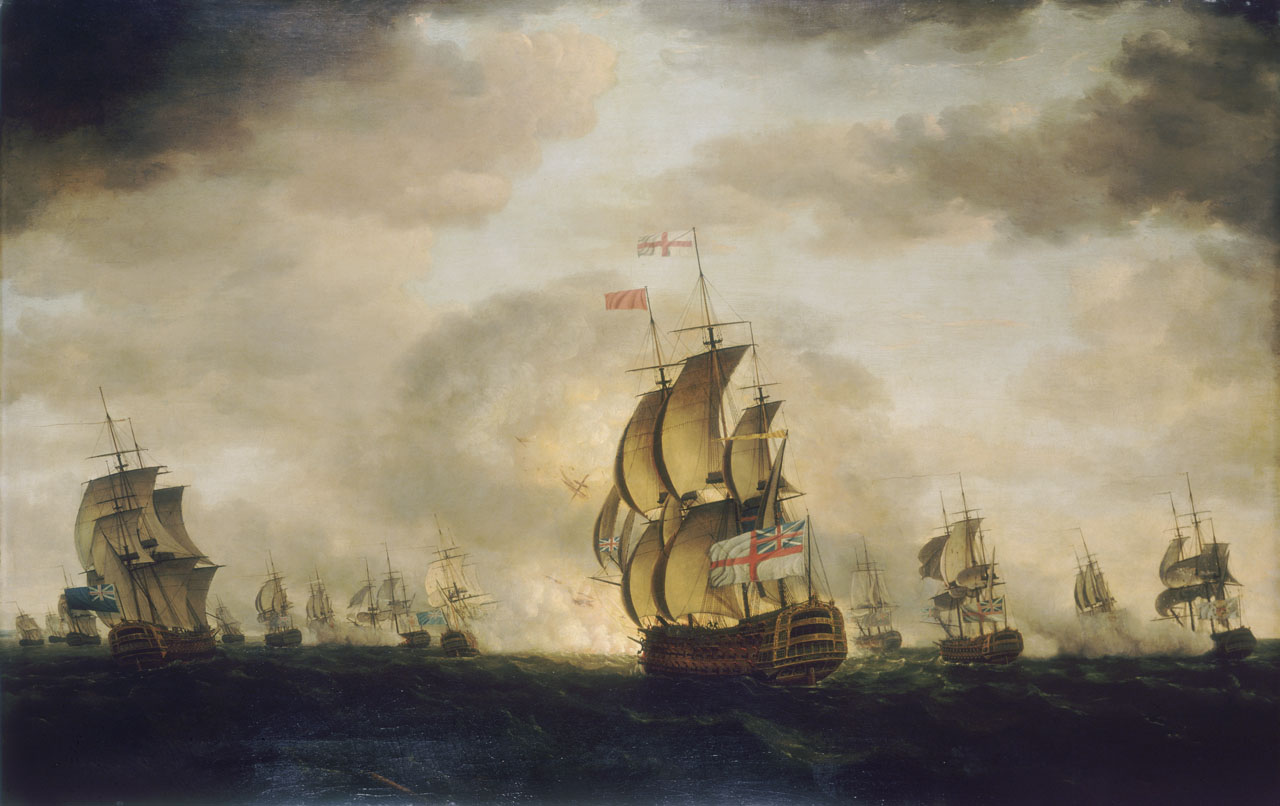
聖文生角戰役

在1779年年尾，羅德尼爵士再一次獲派到西印度，出任背風群島總司令。此外，他又受命在出發往西印度前，先去解救直布羅陀的緊急形勢。在1780年1月8日，他在菲尼斯特雷角（Cape Finisterre）擄獲一隊西班牙的護衛艦隊；8日後，他更在聖文生角戰役中擊敗西班牙的海軍將官胡安·狄·藍加拉（Juan de Lángara），並一共奪得和擊沉戰艦7只。在4月17日，羅德尼爵士與基申伯爵（Comte de Guichen）所率的法國海軍，在馬提尼克對開發生海戰，但由於部下的疏忽，致使雙方在當日的戰事未分勝負。後在1781年2月3日，羅德尼奉命佔領對荷蘭甚具價值的聖尤斯特歇斯，然而，由於該島一直是各國進行貿易的中立點，加上他又充公不少屬於英商的貨品，以作戰利品，結果使英商不滿，而且還入稟法院提出訴訟。

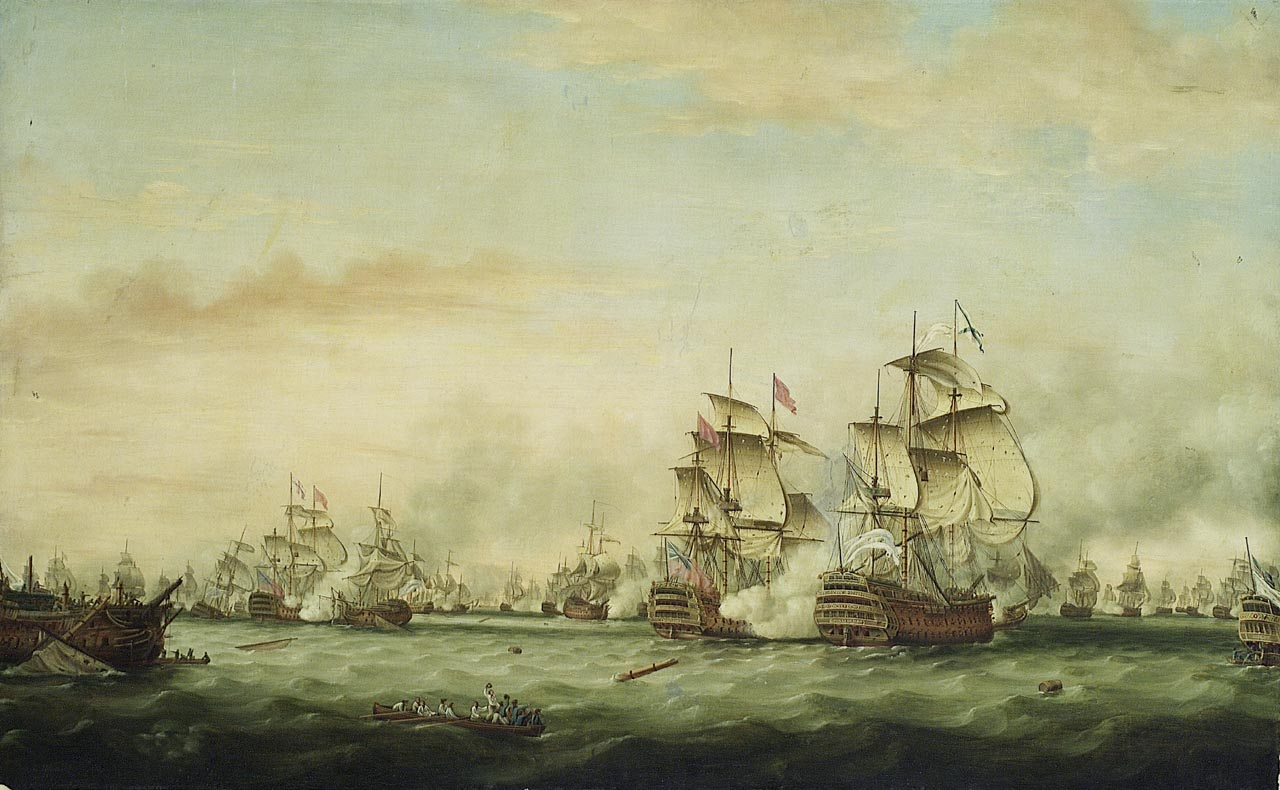
桑特海峽戰役

羅德尼爵士因訴訟而返回英格蘭，他除了到國會進行辯護外，又花了數個月調理身體。在1782年2月，羅德尼重新履職，於4月9日追截法國軍艦，觸發在對開爆發桑特海峽戰役，戰事持續了3日，最終在4月12日取得重大勝利。在戰事中，羅德尼以36艘戰列艦，與以格拉斯伯爵為首的33艘法軍戰列艦交鋒；儘管法軍的戰列艦配備更為精良，但法軍仍然以大敗收場，而羅德尼還俘虜了5艘法軍戰艦。桑特海峽戰役重創了法軍艦隊，自此亦法國打消奪取牙買加的念頭。歷經此役後，羅德尼曾自豪的說到：
|  | 在不出兩年的時間中，我一共戰勝了兩個西班牙、一個法國和一個荷蘭的海軍將官。 |

### 晚年
羅德尼爵士在1782年8月凱旋返國，在回國前，英廷在1782年6月19日宣告他獲封為索美塞得郡羅德尼斯多克的羅德尼男爵（Baron Rodney of Rodney Stoke, Somerset）；此外，在他返國後，下議院又通過終身向他按年發放2000英鎊，以作酬謝。自此以後，羅德尼在鄉郊過著平靜的退休生活，1792年5月24日於倫敦逝世，享年73歲。他死後，男爵爵位由兒子喬治（1753年—1802年）所繼承。
雖然羅德尼是一位出色的海軍將領，但亦有批評指他為人貪愛虛榮，從征只為取得酬金。另外，他又被指以其權位為家人帶來不當利益；儘管這種情況在當時是普遍的現象，可是羅德尼就曾因為向年僅15歲的兒子授予初級艦長銜，結果招來了不少話柄。

## 榮譽
- 殊勳
  - Bt. （1764年1月22日）
  - 大不列顛海軍少將 （1771年8月17日）
  - K.B. （1780年11月14日）
  - 大不列顛海軍中將 （1781年11月6日）
  - 世襲男爵 （1782年6月19日）

- 以他命名的事物
  - 皇家海軍曾至少為5 艘戰艦命名為HMS羅德尼號，以為記念。
  - 英國的丘徹公學（Churcher's College）其中一院以羅德尼命名。

## 建議閱讀
1. General Mundy，Life and Correspondence of Admiral Lord Rodney (2 vols, 1830)
2. David Hannay，Life of Rodney; Rodney letters in 9th Report of Hist. manuscripts Coin.，pt. iiL
3. Naval Chronicle，"Memoirs"，i. 353-93
4. Charnock，Biographia Navalis，v. 204-28
5. Lord Rodney，Letters to His Majesty's Ministers, etc., relative to St Eustatius, etc.（此乃羅德尼勳爵本人大約在1789年出版的信件，藏本可於大英博物館查閱）

## 外部連結
- Rodney, George Brydges （页面存档备份，存于），載於紐芬蘭與拉布拉多總督府網站。
- 1911年版《大英百科》原文 （页面存档备份，存于）
- Types of Naval Officers （页面存档备份，存于），Chapter III，Rodney。此乃古騰堡計劃之一部份，原文由A·T·馬漢所撰

| 官衔                 | 官衔                           | 官衔                          |
| -------------------- | ------------------------------ | ----------------------------- |
| 前任者： 查爾斯·華生 | 紐芬蘭總督 1749年              | 繼任者： 法蘭西斯·威廉·德雷克 |
| 前任者： 霍克勳爵    | 大不列顛海軍中將 1781年–1792年 | 繼任者： 何奧伯爵             |

| 前任者： 新創設 | 羅德尼男爵 1782年–1792年 | 繼任者： 喬治·羅德尼 |